# Sapromyza lopesi
Sapromyza lopesi är en tvåvingeart som beskrevs av Shewell 1989. Sapromyza lopesi ingår i släktet Sapromyza och familjen lövflugor. Inga underarter finns listade i Catalogue of Life.